# Cảnh sát biển Việt Nam
Cảnh sát biển Việt Nam (CSB hay CSBVN; tiếng Anh: Vietnam Coast Guard) là lực lượng tuần duyên của Việt Nam, có vị trí và vai trò là lực lượng vũ trang nhân dân, lực lượng chuyên trách của Nhà nước, làm nòng cốt thực thi pháp luật và bảo vệ an ninh quốc gia, trật tự, an toàn trên biển.
Đặt dưới sự lãnh đạo tuyệt đối, trực tiếp về mọi mặt của Đảng Cộng sản Việt Nam, sự thống lĩnh của Chủ tịch nước, sự thống nhất quản lý nhà nước của Chính phủ và sự chỉ đạo, chỉ huy trực tiếp của Bộ trưởng Bộ Quốc phòng. Cảnh sát biển Việt Nam tuân thủ Hiến pháp và pháp luật Việt Nam, điều ước quốc tế mà nước Cộng hòa xã hội chủ nghĩa Việt Nam là thành viên. Cảnh sát biển Việt Nam được tổ chức và hoạt động theo quy định của Luật Cảnh sát biển Việt Nam số 33/2018/QH14 ngày 19/11/2018.

## Lịch sử hình thành
Trước năm 1998, chính quyền Việt Nam không có một cơ quan Cảnh sát biển chuyên dụng nào mà chỉ có lực lượng hải quân tuần tra ngoài khơi cùng các hoạt động quân sự khác. Ngoài ra là các đội tàu tuần tra thuộc Bộ Tư lệnh Bộ đội Biên phòng, trong đó có các trạm kiểm soát ở cửa sông, cảng biển. Còn lại, tất cả trách nhiệm tuần tra sông thuộc về Cảnh sát Giao thông đường thủy (Cục Cảnh sát giao thông đường thủy - C68) dưới sự chỉ đạo của Công an các tỉnh và thành phố.
Ngày 28 tháng 8 năm 1998, Cục Cảnh sát biển Việt Nam được thành lập, đánh dấu sự ra đời của Cảnh sát biển Việt Nam. Lúc mới thành lập thì Cục Cảnh sát biển chỉ là một Cục chức năng và không chỉ huy các Vùng Cảnh sát biển được thành lập sau đó.
Năm 2008, Cục Cảnh sát biển được chuyển về trực thuộc Bộ Quốc phòng và đồng thời các Vùng Cảnh sát biển được chuyển về trực thuộc Cục.
Năm 2013, Cục Cảnh sát biển đổi tên thành Bộ Tư lệnh Cảnh sát biển theo Nghị định số 96/2013/NĐ-CP, ngày 27 tháng 8 năm 2013 của Chính phủ. Bộ Tư lệnh Cảnh sát biển có tư cách pháp nhân, có tài khoản và con dấu có hình quốc huy, được mở tài khoản tại Kho bạc Nhà nước, có trụ sở tại thành phố Hà Nội; kinh phí hoạt động do ngân sách nhà nước cấp và được ghi riêng một mục trong tổng kinh phí hoạt động của Bộ Quốc phòng. Ngày 10 tháng 9 năm 2014, các Vùng Cảnh sát biển được đổi tên thành Bộ tư lệnh Vùng Cảnh sát biển.

## Nhiệm vụ
1. Thu thập thông tin, phân tích, đánh giá, dự báo tình hình để đề xuất chủ trương, giải pháp, phương án bảo vệ an ninh quốc gia và thực thi pháp luật trên biển; nghiên cứu, phân tích, dự báo, tham mưu với cấp có thẩm quyền ban hành chính sách, pháp luật về bảo vệ chủ quyền, quyền chủ quyền, quyền tài phán quốc gia, an ninh quốc gia trong vùng biển Việt Nam, bảo đảm trật tự, an toàn và đấu tranh phòng, chống tội phạm, vi phạm pháp luật trên biển.
2. Bảo vệ chủ quyền, quyền chủ quyền, quyền tài phán quốc gia, an ninh, lợi ích quốc gia, dân tộc; bảo vệ tài nguyên, môi trường biển; bảo vệ tài sản, quyền và lợi ích hợp pháp của cơ quan, tổ chức, cá nhân trên biển.
3. Đấu tranh phòng, chống tội phạm, vi phạm pháp luật, giữ gìn an ninh, trật tự, an toàn trên biển; tìm kiếm, cứu hộ, cứu nạn và tham gia khắc phục sự cố môi trường biển.
4. Tham gia xây dựng thế trận quốc phòng, an ninh và xử lý các tình huống quốc phòng, an ninh trên biển.
5. Thực hiện tuyên truyền, phổ biến, giáo dục pháp luật.
6. Tiếp nhận, sử dụng nhân lực, tàu thuyền và phương tiện, thiết bị kỹ thuật dân sự được huy động tham gia bảo vệ chủ quyền, quyền chủ quyền, quyền tài phán quốc gia trong vùng biển Việt Nam.
7. Thực hiện hợp tác quốc tế trên cơ sở điều ước quốc tế mà nước Cộng hòa xã hội chủ nghĩa Việt Nam là thành viên và thỏa thuận quốc tế có liên quan đến chức năng, nhiệm vụ, quyền hạn của Cảnh sát biển Việt Nam.

## Quyền hạn
1. Tuần tra, kiểm tra, kiểm soát người, tàu thuyền, hàng hóa, hành lý trong vùng biển Việt Nam theo quy định của Luật này và quy định khác của pháp luật có liên quan.
2. Sử dụng vũ khí, vật liệu nổ và công cụ hỗ trợ.
3. Sử dụng phương tiện, thiết bị kỹ thuật nghiệp vụ.
4. Xử lý vi phạm hành chính theo quy định của pháp luật về xử lý vi phạm hành chính.
5. Tiến hành một số hoạt động điều tra hình sự theo quy định của pháp luật về tổ chức cơ quan điều tra hình sự, pháp luật về tố tụng hình sự.
6. Truy đuổi tàu thuyền vi phạm pháp luật trên biển.
7. Huy động người, tàu thuyền và phương tiện, thiết bị kỹ thuật dân sự của cơ quan, tổ chức, công dân Việt Nam trong trường hợp khẩn cấp.
8. Đề nghị tổ chức, cá nhân nước ngoài hoạt động trong vùng biển Việt Nam hỗ trợ, giúp đỡ trong trường hợp khẩn cấp.
9. Bắt giữ tàu biển theo quy định của pháp luật.

## Phạm vi hoạt động
1. Cảnh sát biển Việt Nam hoạt động trong vùng biển Việt Nam.
2. Trong trường hợp vì mục đích nhân đạo, hòa bình, đấu tranh phòng, chống tội phạm, vi phạm pháp luật, Cảnh sát biển Việt Nam được hoạt động ngoài vùng biển Việt Nam; khi hoạt động phải tuân thủ pháp luật Việt Nam, điều ước quốc tế mà nước Cộng hòa xã hội chủ nghĩa Việt Nam là thành viên, thoả thuận quốc tế có liên quan đến chức năng, nhiệm vụ, quyền hạn của Cảnh sát biển Việt Nam.

## Lãnh đạo hiện nay
| Lãnh đạo Cảnh sát biển Việt Nam \| Tư lệnh Chính ủy Phó Tư lệnh kiêm Tham mưu trưởng Phó Tư lệnh phụ trách pháp luật Phó Tư lệnh phụ trách hậu cần, kỹ thuật Phó Chính ủy \| Lê Quang Đạo Bùi Quốc Oai Lê Đình Cường Vũ Trung Kiên Đàm Xuân Tuấn Trần Văn Xuân \| |                                                                                   |
| Tư lệnh Chính ủy Phó Tư lệnh kiêm Tham mưu trưởng Phó Tư lệnh phụ trách pháp luật Phó Tư lệnh phụ trách hậu cần, kỹ thuật Phó Chính ủy | Lê Quang Đạo Bùi Quốc Oai Lê Đình Cường Vũ Trung Kiên Đàm Xuân Tuấn Trần Văn Xuân |

## Tổ chức chính quyền
- Văn phòng
- Thanh tra
- Phòng Tài chính
- Phòng Quan hệ quốc tế
- Bộ Tham mưu
- Cục Chính trị
- Cục Hậu cần - Kỹ thuật[2]
- Cục Nghiệp vụ và Pháp luật
- Trung tâm Đào tạo và Bồi dưỡng nghiệp vụ Cảnh sát biển
- Đoàn Trinh sát số 1
- Đoàn Trinh sát số 2
- Đoàn Đặc nhiệm phòng, chống tội phạm ma túy số 1
- Đoàn Đặc nhiệm phòng, chống tội phạm ma túy số 2
- Đoàn Đặc nhiệm phòng, chống tội phạm ma túy số 3
- Đoàn Đặc nhiệm phòng, chống tội phạm ma túy số 4[3]

## Vùng Cảnh sát biển

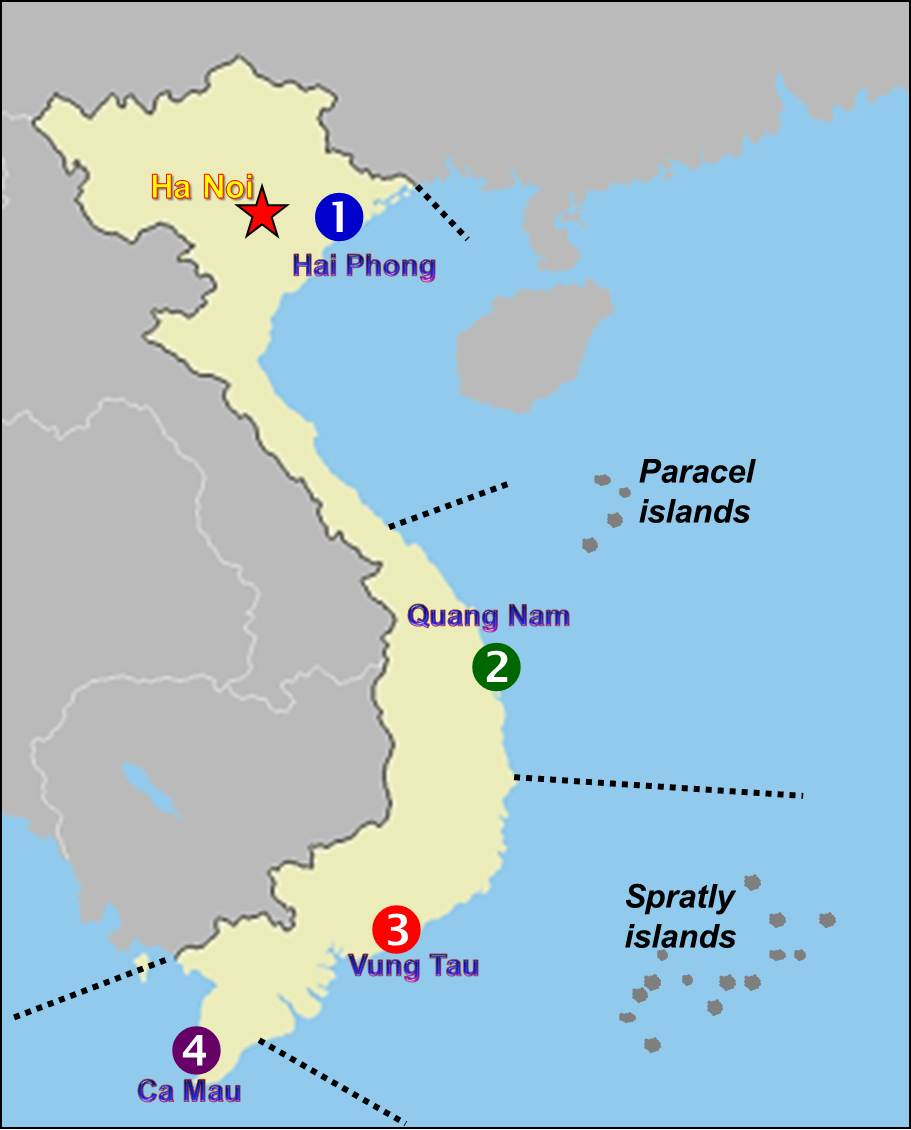
Các Vùng Cảnh sát biển Việt Nam

### Quá trình phát triển
- Trong nội thủy, lãnh hải và vùng nước cảng biển của nước Cộng hòa Xã hội Chủ nghĩa Việt Nam, Lực lượng Cảnh sát biển Việt Nam có nhiệm vụ kiểm tra, kiểm soát theo quy định của pháp luật Việt Nam và điều ước quốc tế có liên quan mà Cộng hoà Xã hội Chủ nghĩa Việt Nam là thành viên để bảo vệ chủ quyền; giữ gìn an ninh, trật tự, an toàn; bảo vệ tài nguyên, phòng, chống ô nhiễm môi trường; phát hiện, ngăn chặn, đấu tranh chống các hành vi buôn lậu, vận chuyển trái phép và mua bán người, vận chuyển, mua bán trái phép hàng hoá, vũ khí, chất nổ, chất ma tuý, tiền chất và các hành vi vi phạm pháp luật khác.
- Trong vùng tiếp giáp lãnh hải, vùng đặc quyền kinh tế và thềm lục địa của nước Cộng hòa Xã hội Chủ nghĩa Việt Nam, Lực lượng Cảnh sát biển Việt Nam có nhiệm vụ tuần tra, kiểm soát theo quy định của pháp luật Việt Nam và điều ước quốc tế có liên quan mà Cộng hòa Xã hội Chủ nghĩa Việt Nam là thành viên để bảo vệ quyền chủ quyền, quyền tài phán; bảo vệ tài nguyên, phòng, chống ô nhiễm môi trường; phát hiện, ngăn chặn và đấu tranh chống các hành vi buôn lậu, cướp biển, cướp có vũ trang chống lại tàu thuyền, vận chuyển trái phép và buôn bán người, vận chuyển, mua bán trái phép các chất ma túy.
- Ngày 10 tháng 9 năm 2014, Bộ trưởng Bộ Quốc phòng ký Quyết định nâng cấp Bộ Chỉ huy Vùng Cảnh sát biển thành Bộ Tư lệnh Vùng Cảnh sát biển tương đương các Quân đoàn hay Hạm đội hải quân.[4][5]

### Tổ chức biên chế hiện nay
- Bộ Tư lệnh Vùng Cảnh sát biển 1
- Bộ Tư lệnh Vùng Cảnh sát biển 2
- Bộ Tư lệnh Vùng Cảnh sát biển 3
- Bộ Tư lệnh Vùng Cảnh sát biển 4

## Quân hàm chức vụ, cấp hiệu trong Cảnh sát biển

### Cấp bậc quân hàm
Theo Luật Sĩ quan Quân đội nhân dân Việt Nam năm 2014ː
- Thủ tướng Chính phủ bổ nhiệm, miễn nhiệm Tư lệnh và Chính ủy Cảnh sát biển [7].
- Tư lệnh và Chính ủy Cảnh sát biển có quân hàm cao nhất là Trung tướng[6]
- Phó Tư lệnh Cảnh sát biển có quân hàm cao nhất là Thiếu tướng và không quá 3 người.[6]
- Phó Chính ủy Cảnh sát biển có quân hàm cao nhất là Thiếu tướng không quá 1 người[6]
- Tư lệnh và Chính ủy Vùng Cảnh sát biển có quân hàm cao nhất là Thiếu tướng
- Các chức vụ khác có quân hàm cao nhất là Đại tá[6]

### Cấp hiệu
Cấp hiệu của Cảnh sát biển Việt Nam là biểu trưng thể hiện cấp bậc của sĩ quan, quân nhân chuyên nghiệp, học viên, hạ sĩ quan - binh sĩ thuộc Cảnh sát biển Việt Nam mang trên vai áo. Cấu tạo cơ bản của cấp hiệu gồm: Nền, đường viền, cúc cấp hiệu, sao và gạch (đối với sĩ quan, quân nhân chuyên nghiệp), vạch (đối với hạ sĩ quan - binh sĩ).

#### Cấp hiệu của sĩ quan
Hình dáng: 2 cạnh đầu nhỏ và 2 cạnh dọc;
Nền cấp hiệu màu xanh dương; nền cấp hiệu của sĩ quan cấp tướng có in chìm hoa văn mặt trống đồng, tâm mặt trống đồng ở vị trí gắn cúc cấp hiệu;
Đường viền cấp hiệu màu vàng;
Trên nền cấp hiệu gắn: Cúc cấp hiệu, gạch, sao màu vàng.
- Cúc cấp hiệu hình tròn, dập nổi hoa văn (cấp tướng hình Quốc huy; cấp tá, cấp úy hình 2 bông lúa xung quanh và ngôi sao 5 cánh màu vàng ở giữa);
- Cấp hiệu của cấp tướng không có gạch ngang, cấp tá có 2 gạch ngang, cấp úy có 1 gạch ngang;
- Số lượng sao:
- Thiếu úy, Thiếu tá, Thiếu tướng: 1 sao;
- Trung úy, Trung tá, Trung tướng: 2 sao;
- Thượng úy, Thượng tá: 3 sao;
- Đại úy, Đại tá: 4 sao.

|                  | Sĩ quan     | Sĩ quan     | Sĩ quan | Sĩ quan   | Sĩ quan  | Sĩ quan  | Sĩ quan | Sĩ quan   | Sĩ quan  | Sĩ quan  |
| ---------------- | ----------- | ----------- | ------- | --------- | -------- | -------- | ------- | --------- | -------- | -------- |
| Cấp hiệu cầu vai |             |             |         |           |          |          |         |           |          |          |
| Danh xưng        | Trung tướng | Thiếu tướng | Đại tá  | Thượng tá | Trung tá | Thiếu tá | Đại úy  | Thượng úy | Trung úy | Thiếu úy |

#### Cấp hiệu của quân nhân chuyên nghiệp
Thực hiện theo quy định cho sĩ quan, nhưng trên nền cấp hiệu có một đường màu hồng rộng 5 mm ở chính giữa theo chiều dọc.
|                  | Quân nhân chuyên nghiệp | Quân nhân chuyên nghiệp | Quân nhân chuyên nghiệp | Quân nhân chuyên nghiệp | Quân nhân chuyên nghiệp | Quân nhân chuyên nghiệp | Quân nhân chuyên nghiệp |
| ---------------- | ----------------------- | ----------------------- | ----------------------- | ----------------------- | ----------------------- | ----------------------- | ----------------------- |
| Cấp hiệu cầu vai |                         |                         |                         |                         |                         |                         |                         |
| Danh xưng        | Thượng tá QNCN          | Trung tá QNCN           | Thiếu tá QNCN           | Đại úy QNCN             | Thượng úy QNCN          | Trung úy QNCN           | Thiếu úy QNCN           |

#### Cấp hiệu của hạ sĩ quan, binh sĩ
Hình dáng: 2 cạnh đầu nhỏ và 2 cạnh dọc;
Nền cấp hiệu màu xanh dương;
Đường viền cấp hiệu màu vàng;
Trên nền cấp hiệu gắn: Cúc cấp hiệu, vạch ngang hoặc vạch hình chữ V màu vàng.
- Cúc cấp hiệu dập nổi hoa văn hình 2 bông lúa xung quanh và ngôi sao 5 cánh màu vàng ở giữa.
- Số vạch ngang hoặc vạch hình chữ V:
- Binh nhì: 1 vạch hình chữ V;
- Binh nhất: 2 vạch hình chữ V;
- Hạ sĩ: 1 vạch ngang;
- Trung sĩ: 2 vạch ngang;
- Thượng sĩ: 3 vạch ngang;

|                  | Học viên         | Hạ sĩ quan | Hạ sĩ quan | Hạ sĩ quan | Binh sĩ   | Binh sĩ  |
| ---------------- | ---------------- | ---------- | ---------- | ---------- | --------- | -------- |
| Cấp hiệu cầu vai |                  |            |            |            |           |          |
| Danh xưng        | Học viên Sĩ quan | Thượng sĩ  | Trung sĩ   | Hạ sĩ      | Binh nhất | Binh nhì |

## Bê bối

### Loạt lãnh đạo bị cách chức
Ngày 1 tháng 10 năm 2021, Ban Bí thư thi hành kỷ luật Ban Thường vụ Đảng ủy Cảnh sát biển Việt Nam nhiệm kỳ 2015 - 2020 và một số cá nhân. Trung tướng Nguyễn Văn Sơn, Trung tướng Hoàng Văn Đồng, Thiếu tướng Doãn Bảo Quyết, Thiếu tướng Bùi Trung Dũng, Thiếu tướng Phạm Kim Hậu, Thiếu tướng Trần Văn Nam, Thiếu tướng Đào Hồng Nghiệp bị cách chức tất cả các chức vụ trong Đảng. Thi hành kỷ luật Ban Thường vụ Đảng ủy Cảnh sát biển nhiệm kỳ 2015 - 2020 bằng hình thức cảnh cáo. Thi hành kỷ luật bằng hình thức khai trừ ra khỏi Đảng đối với Thiếu tướng Lê Xuân Thanh và Thiếu tướng Lê Văn Minh.
Đến đêm ngày 18 tháng 4 năm 2022, Cơ quan Điều tra hình sự Bộ Quốc phòng thông báo, tống giam Trung tướng Nguyễn Văn Sơn (cựu Tư lệnh Cảnh sát biển), Trung tướng Hoàng Văn Đồng (cựu Chính ủy). Cùng bị khởi tố, tạm giam Trung tướng Nguyễn Văn Sơn, Trung tướng Hoàng Văn Đồng có Thiếu tướng Doãn Bảo Quyết (cựu Phó Chính ủy), Thiếu tướng Phạm Kim Hậu (cựu Phó Tư lệnh, Tham mưu trưởng), Thiếu tướng Bùi Trung Dũng (cựu Phó Tư lệnh), Đại tá Nguyễn Văn Hưng (Chủ nhiệm Kỹ thuật và Phó Tư lệnh) và Thượng tá Bùi Văn Hòe (Phó Phòng Tài chính). Đây là những cán bộ có hành vi tham ô và suy thoái nghiêm trọng về đạo đức lối sống và phẩm chất chính trị, đã rút ruột ngân sách 50 tỷ đồng để chia nhau với lý do để đối ngoại và phải đi công tác nhiều.

## Lãnh đạo qua các thời kỳ

### Tư lệnh qua các thời kỳ
- Bài chi tiết: Tư lệnh Cảnh sát biển Việt Nam

| STT                                                                   | Họ tên                                                                | Thời gian đảm nhiệm                                                   | Cấp bậc                                                               | Ghi chú |
| Cục cảnh sát biển Việt Nam trực thuộc Quân chủng Hải quân (1998-2013) | Cục cảnh sát biển Việt Nam trực thuộc Quân chủng Hải quân (1998-2013) | Cục cảnh sát biển Việt Nam trực thuộc Quân chủng Hải quân (1998-2013) | Cục cảnh sát biển Việt Nam trực thuộc Quân chủng Hải quân (1998-2013) | Cục cảnh sát biển Việt Nam trực thuộc Quân chủng Hải quân (1998-2013)                                                                                         |
| --------------------------------------------------------------------- | --------------------------------------------------------------------- | --------------------------------------------------------------------- | --------------------------------------------------------------------- | --- |
| 1                                                                     | Hồ Minh Giáp                                                          | 1998-2004                                                             | Đại tá                                                                | Cục trưởng Cục Cảnh sát biển đầu tiên |
| 2                                                                     | Phạm Đức Lĩnh (1952-)                                                 | 2004-2012                                                             | Trung tướng                                                           | |
| 3                                                                     | Nguyễn Quang Đạm (1958-)                                              | 2012-2013                                                             | Trung tướng                                                           | nguyên Phó tham mưu trưởng Bộ đội Biên phòng |
| Bộ Tư lệnh Cảnh sát biển Việt Nam (2013-nay)                          |                                                                       |                                                                       |                                                                       | |
| (3)                                                                   | Nguyễn Quang Đạm (1958-)                                              | 2013-2018                                                             | Trung tướng                                                           | nguyên Phó tham mưu trưởng Bộ đội Biên phòng |
| 4                                                                     | Nguyễn Văn Sơn                                                        | 2018-2021                                                             | Trung tướng                                                           | Bị cách chức tất cả các chức vụ trong Đảng (từ 1/10/2021) Bị cách chức Tư lệnh CSB (từ 22/10/2021) Bị bắt giam vì chủ mưu tham ô, ăn cắp 50 tỷ đồng ngân sách |
| 5                                                                     | Lê Quang Đạo                                                          | 2021-nay                                                              | Trung tướng                                                           | nguyên Phó Tư lệnh kiêm Tham mưu trưởng Bộ đội Biên phòng |

### Chính ủy qua các thời kỳ
| Họ tên                   | Thời gian đảm nhiệm | Cấp bậc tại nhiệm | Ghi chú |
| ------------------------ | ------------------- | ----------------- | --- |
| Bùi Sĩ Trinh             | 2005-2012           | Thiếu tướng       | Chính ủy Cục Cảnh sát biển |
| Nguyễn Văn Tương (1955-) | 2012-2015           | Thiếu tướng       | Nguyên Phó Chủ nhiệm Chính trị Hải quân                                                                                                 |
| Hoàng Văn Đồng           | 2015-2020           | Trung tướng       | Bị cách chức tất cả các chức vụ trong Đảng (từ 1/10/2021) Bị xóa tư cách nguyên Chính ủy CSB (từ 22/10/2021) Bị tống giam về tội tham ô |
| Bùi Quốc Oai             | 2020-nay            | Trung tướng       | |

### Tham mưu trưởng qua các thời kỳ
- Bài chi tiết: Tham mưu trưởng Cảnh sát biển Việt Nam

| Thứ tự | Họ tên                   | Thời gian đảm nhiệm | Cấp bậc     | Chức vụ cuối cùng                                                                     | Ghi chú                                                                           |
| ------ | ------------------------ | ------------------- | ----------- | ------------------------------------------------------------------------------------- | --------------------------------------------------------------------------------- |
| 1      | Hoàng Thế Sự             | 2008-2011           | Đại tá      |                                                                                       | Tham mưu trưởng Cục Cảnh sát biển Việt Nam đầu tiên                               |
| 2      | Nguyễn Quang Đạm (1958-) | 2011-2012           | Đại tá      | Cục trưởng Cục Cảnh sát biển (2012-2013) Tư lệnh Bộ Tư lệnh Cảnh sát biển (2013-2018) | Bị kỷ luật cảnh cáo                                                               |
| 3      | Ngô Ngọc Thu (1955-)     | 2012-2015           | Thiếu tướng | nguyên Phó Cục trưởng Cục Cảnh sát biển nguyên Phó Tư lệnh Bộ Tư lệnh Cảnh sát biển   |                                                                                   |
| 4      | Phạm Kim Hậu             | 2015-2021           | Thiếu tướng | nguyên Phó Tham mưu trưởng Bộ Tư lệnh Cảnh sát biển                                   | Bị cách chức Phó Tư lệnh kiêm TMT CSB (từ 22/10/2021). Bị tống giam về tội tham ô |
| 5      | Lê Đình Cường            | 2021 - nay          | Đại tá      | nguyên Phó Tham mưu trưởng Bộ Tư lệnh Quân chủng Hải quân                             |                                                                                   |

## Trang bị
Các tàu của Cảnh sát biển Việt Nam được trang bị cho phù hợp với từng chức năng riêng biệt. Hầu hết là tàu tự sản xuất.
1. Nhiệm vụ tuần tra và bảo vệ bờ biển bao gồm các tàu có trọng tải từ 120-400 tấn, có tốc độ rất cao, trang bị vũ khí mạnh mẽ, số hiệu là 00xx, 20xx, 30xx, 40xx, 50xx.
2. Nhiệm vụ hỗ trợ tìm kiếm cứu nạn bao gồm các tàu có trọng tải từ 1000 - 2000 tấn, số hiệu thường là 60xx
3. Nhiệm vụ tuần tra ngoài khơi, bảo vệ các vùng biển, bảo vệ các đảo và chỉ huy bao gồm các tàu có trọng tải 2500 tấn trở lên được trang bị vũ khí hiện đại, có sàn đỗ trực thăng, số hiệu thường là 80xx
4. Riêng nhiệm vụ tìm kiếm cứu nạn còn có các tàu mang số hiệu thường là 90.. hoặc SAR
5. Số hiệu của tàu bắt đầu với CSB (Cảnh Sát Biển). Ví dụ: CSB 8001, CSB 4033...
6. Nhiệm vụ tuần tra, kiểm soát, chống buôn lậu trong 500 hải lý bao gồm các xuồng tuần tra cao tốc mang số hiệu thường là 4xx, 6xx, 7xx
7. Ngoài ra còn có 3 máy bay tuần thám CASA C-212 mang số hiệu 8981, 8982, 8983 với nhiều trang bị kỹ thuật hiện đại theo tiêu chuẩn châu Âu, được thiết kế chuyên biệt cho nhiệm vụ tuần thám hải quân. (máy bay mang số hiệu 8983 đã bị rơi khi thực hiện nhiệm vụ tìm kiếm cứu nạn chiếc Su-30MK2 bị mất tín hiệu khi đang huấn luyện trên biển)

| Tàu tuần tra                                                                 | Tàu tuần tra                           | Tàu tuần tra    | Tàu tuần tra                                                             | Tàu tuần tra | Tàu tuần tra |
| Hình                                                                         | Loại                                   | Xuất xứ         | Chức năng                                                                | Số lượng     | Số hiệu |
| ---------------------------------------------------------------------------- | -------------------------------------- | --------------- | ------------------------------------------------------------------------ | ------------ | --- |
|                                                                              | Lớp Hamilton 3250 tấn                  | Hoa Kỳ          | Tuần tra                                                                 | 2            | 8020, 8021 |
|                                                                              | DN-2000 2500 tấn                       | Hà Lan Việt Nam | Tuần tra                                                                 | 4            | 8001, 8002, 8004, 8005 |
|                                                                              | Lớp Sông Hán 1500 tấn                  | Hàn Quốc        | Tuần tra                                                                 | 1            | 8003 |
|                                                                              | Syokaku Syoeimaru Syofukumaru 725 tấn  | Nhật Bản        | Tuần tra                                                                 | 3            | 6001 (Syokaku), 6002 (Syoeimaru), 6003 (Syofukumaru) |
|                                                                              | TT-400 400 tấn                         | Việt Nam        | Tuần tra                                                                 | 9            | 4031, 4032, 4033, 4034, 4035, 4036, 4037, 4038, 4039 |
|                                                                              | Lớp Haeuri loại B 280 tấn              | Hàn Quốc        | Tuần tra                                                                 | 2            | 2015, 2016 |
|                                                                              | TT-200 (loạt 1) 200 tấn                | Việt Nam        | Tuần tra                                                                 | 6            | 2001, 2002, 2003, 2004, 2005, 2006 |
|                                                                              | TT-200 (loạt 2) 200 tấn                | Việt Nam        | Tuần tra                                                                 | 8            | 2007, 2008, 2009, 2010, 2011, 2012, 2013, 2014 |
|                                                                              | Lớp Shershen 148 tấn                   | Liên Xô         | Tuần tra                                                                 | 5            | 1011, 1012, 1013, 1014, 5012 |
|                                                                              | TT-120 120 tấn                         | Việt Nam        | Tuần tra                                                                 | 9            | 3001, 3002, 3003, 3004, 3005, 3006, 3007, 3008, 3009 |
|                                                                              | Jamesboat MS-50S 13.66 m               | Việt Nam        | Tuần tra                                                                 | 27           | H47P: 421 MS-50: 426 MS-50S: 427, 601, 602, 603, 604, 605, 606, 607, 608, 609, 610, 611, 612, 613, 614, 615, 616, 617, 618, 619, 620, 621, 622, 623, 624 |
|                                                                              | Metal Shark Defiant 45 13.72 m (45 ft) | Hoa Kỳ          | Tuần tra                                                                 | 24           | 701, 702, 703, 704, 705, 706, 707, 708, 709, 710, 711, 712, 713, 714, 715, 716, 717, 718, 719, 720, 721, 722, 723, 724                                   |
| Tàu trinh sát                                                                |                                        |                 |                                                                          |              | |
| Hình                                                                         | Loại                                   | Xuất xứ         | Chức năng                                                                | Số lượng     | Số hiệu |
|                                                                              | TS-500CV 406 tấn                       | Việt Nam        | Trinh sát                                                                | 3            | 6008, 6009, 6011 |
| Tàu vận tải                                                                  |                                        |                 |                                                                          |              | |
| Hình                                                                         | Loại                                   | Xuất xứ         | Chức năng                                                                | Số lượng     | Số hiệu |
|                                                                              | Lớp Trường Sa 1200 tấn                 | Việt Nam        | Tàu vận tải                                                              | 2            | 6006, 6007 |
| Tàu cứu hộ cứu nạn                                                           |                                        |                 |                                                                          |              | |
| Hình                                                                         | Loại                                   | Xuất xứ         | Chức năng                                                                | Số lượng     | Số hiệu |
|                                                                              | Damen DST-4612 1300 tấn                | Hà Lan Việt Nam | Cứu hộ Cứu nạn                                                           | 4            | 9001, 9002, 9003, 9004 |
| Tàu vận chuyển dầu và cung cấp nhiên liệu, nước ngọt, lương thực - thực phẩm |                                        |                 |                                                                          |              | |
| Hình                                                                         | Loại                                   | Xuất xứ         | Chức năng                                                                | Số lượng     | Số hiệu |
|                                                                              | H-222 4.300 tấn                        | Việt Nam        | vận chuyển dầu và cung cấp nhiên liệu, nước ngọt, lương thực - thực phẩm | 1            | 7011 |
| Tàu lai dắt                                                                  |                                        |                 |                                                                          |              | |
| Hình                                                                         | Loại                                   | Xuất xứ         | Chức năng                                                                | Số lượng     | Số hiệu |
|                                                                              | Damen STU-1606 16.76 m                 | Hà Lan Việt Nam | Lai dắt                                                                  | 4            | 9031, 9032, 9033, 9034 |
| Hình                                                                         | Loại                                   | Xuất sứ         | Chức năng                                                                | Số lượng     | Số hiệu |
| Máy bay                                                                      |                                        |                 |                                                                          |              | |
| Hình                                                                         | Loại                                   | Xuất xứ         | Chức năng                                                                | Số lượng     | Số hiệu |
|                                                                              | CASA C-212 Aviocar series 400          | Tây Ban Nha     | Tuần tra                                                                 | 2            | 8981, 8982 |